# المعهد الفنلندي للأرصاد الجوية

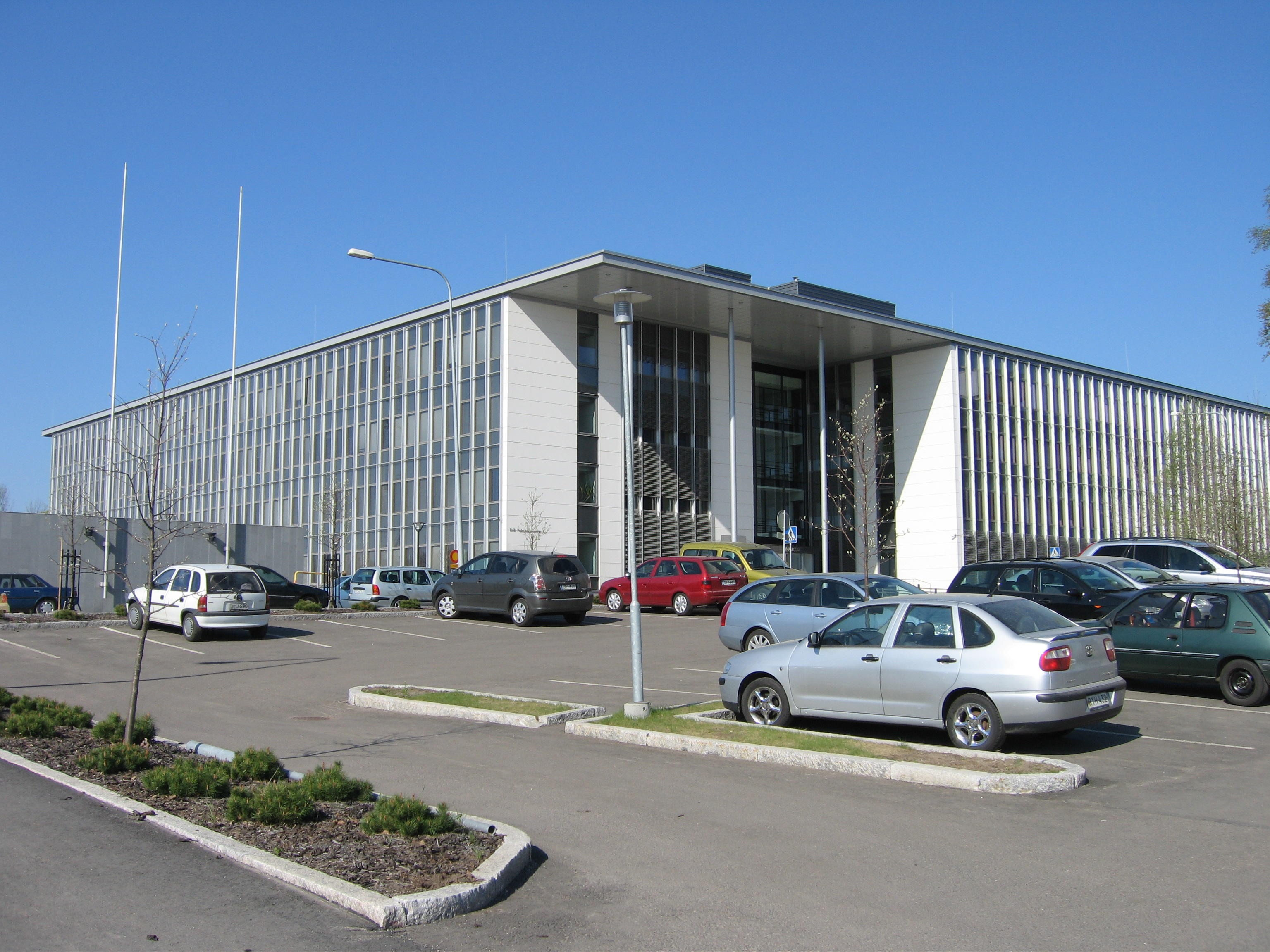
ديناميكيوم، المقر الرئيسي للمعهد الفنلندي للأرصاد الجوية، هلسنكي.

المعهد الفنلندي للأرصاد الجوية (اختصارا FMI) هو الوكالة الحكومية المسؤولة عن جمع بيانات الطقس والإبلاغ عن تنبؤات الأحوال الجوية في فنلندا. ويعد هذا المعهد جزءا من وزارة النقل والاتصالات الفنلندية ‏ إلا أنه يعمل بشكل مستقل عنها. ويقع المقر الرئيسي للمعهد في حرم كومبولا بالعاصمة الفنلندية هلسنكي.
المعهد هو منظمة محايدة للبحوث والخدمات ذات خبرة تغطي مجموعة واسعة من الأنشطة المرتبطة بعلوم الغلاف الجوي و لا يقتصر فقط على جمع البيانات والتنبؤات المتعلقة بالطقس والإبلاغ عنها.

## الخدمات
يوفر المعهد خدماته للملاحة الجوية، حركة المرور والشحن، وسائل الإعلام، إضافة إلى باقي المواطنين وذلك من خلال الإنترنيت أو الهواتف النقالة، كما يوفر أيضا معلومات حول جودة الهواء. أما بالنسبة للمناطق البحرية، فإنه يمكن من معلومات حول الغطاء الجليدي، وتغيرات مستوى سطح البحر وحركة الأمواج.
في عام 2013، أتاحت إدارة المعهد مجموعة من البيانات للعلن ، ويتعلق الأمر ببيانات الطقس، وأحوال البحر، والمناخ، وسلاسل زمنية وبيانات نموذجية. وقد كان الغرض من جعل هاته المعلومات متاحة، تمكين مطوري التطبيقات من هاته البيانات لاستغلالها في تطوير خدمات وتطبيقات ومنتجات جديدة في هذا المجال.

## الملاحظات
المعهد الفنلندي للأرصاد الجوية لديه أكثر من 400 محطة مراقبة في جميع أنحاء فنلندا. وتتكون شبكة رادارات الطقس من 10 رادارات من نوع  C-band Doppler’’.

## الأبحاث
تشمل مجالات الأبحاث في المعهد الفنلندي للأرصاد الجوية: الأرصاد الجوية، جودة الهواء، التغيرات المناخية، رصد الأرض، البحوث البحرية والقطبية. وينشر باحثو المعهد كل عام نحو 300 مقالة استعرضها النظراء.

## الطاقم
يبلغ عدد الموظفين المتفرغين للمعهد الفنلندي للأرصاد الجوية حوالي 540 موظفا، يشكل منهم الموظفون الدائمون حوالي ثلثي العدد الإجمالي من الموظفين، بينما العاملون الذين يزاولون وظائف تعاقدية يمثلون الباقي. ويعمل المعهد على مدار الساعة، حيث يشتغل نحو 30 في المائة من الموظفين بدوام كامل في مجموعات متناوبة.
54 في المائة من الموظفين يحملون شهادات جامعية و 15 بالمئة يحملون شهادة جامعية أو دكتوراه، ولا يتجاوز معدل أعمار هؤلاء الموظفين 43 سنة.

## وصلات خارجية
- المعهد الفنلندي للأرصاد الجوية.
- بيانات خرائط نظم المعلومات الجغرافية العمومية .
- وزارة النقل والاتصالات الفنلندية.